# Chloropteryx albidata
Chloropteryx albidata là một loài bướm đêm trong họ Geometridae.